# Ruwe olie in Nederland

Winning en import (exclusief doorvoer) van ruwe olie in Nederland 1950-2010

Gewonnen ruwe olie in Nederland 1945-2022

Ruwe olie of aardolie wordt in Nederland vooral ingevoerd via de haven van Rotterdam, waar grote mammoettankers kunnen aanmeren. Een klein deel van de ruwe olie wordt rechtstreeks gewonnen uit de ondergrond van Nederland en de Nederlandse Exclusieve Economische Zone in de Noordzee.

## Herkomst
Van de geïmporteerde aardoliegrondstoffen kwam in 2013 circa 90% van het volume uit tien landen: Rusland (29%), Noorwegen (14%), Saoedi-Arabië (12%), Verenigd Koninkrijk (10%), Nigeria (9%), Koeweit (4%), Algerije (4%), Libië (3%), Angola (3%) en Irak (2%).

## Bestemming
Van alle ruwe olie die via de haven in Nederland wordt aangevoerd, wordt de helft onbewerkt opgeslagen of doorgevoerd naar afnemers in Nederland, België en Duitsland. De olie wordt vervoerd via pijpleidingen: zo gaat het vervoer sneller, goedkoper en makkelijker dan met tankers. Door de leidingen kan per dag 100.000 ton ruwe olie getransporteerd worden.
De andere helft wordt in Nederland in olieraffinaderijen bewerkt tot eindproducten (bijvoorbeeld benzine, kerosine, diesel en lpg) of halffabricaten (olie is bijvoorbeeld een grondstof voor kunststoffen die tot speelgoed, verpakkingsmaterialen e.d. verwerkt kunnen worden).
De eindproducten of halffabricaten worden verder gedistribueerd via treinen, tankauto’s, zee- en binnenvaartschepen en soms ook pijpleidingen

## Verlading en opslag

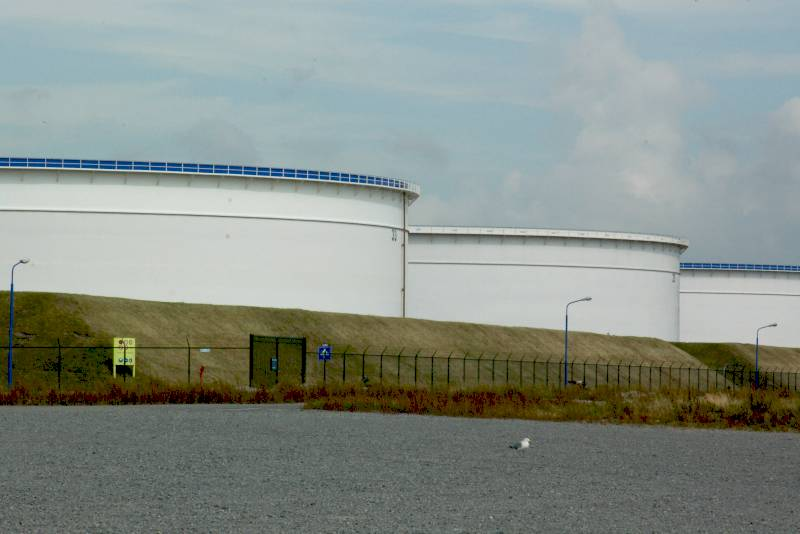
opslagtanks van MOT

De grootste opslagtanks staan op de punt van de Maasvlakte en zijn van de Maasvlakte Olie Terminal (MOT), hier bevinden zich ook steigers waar de grootste olietankers kunnen lossen. De MOT is een samenwerking tussen BP Raffinaderij, Esso Nederland, Kuwait Petroleum, Vopak, Shell Nederland en Zeeland Refinery (voorheen Total Vlissingen). Alle opslagtanks van de MOT hebben een gezamenlijke capaciteit van ruim vier miljoen m³. Elders in de Europoort zijn vergelijkbare bedrijven, die echter onbereikbaar zijn voor de allergrootste olietankers. De olie wordt via pijpleidingen naar opslagtanks en raffinaderijen in het Rotterdamse havengebied gepompt, maar ook naar afnemers in het achterland, zoals Vlissingen, Antwerpen en het Ruhrgebied. 
Een deel van de opslagcapaciteit is namens de overheid gehuurd door het Centraal Orgaan Voorraadvorming Aardolieproducten. De olie in deze opslag is bedoeld als strategische noodvoorraad die voldoende is voor heel Nederland gedurende een periode van drie maanden.
Verder in Nederland is er op Sint Eustatius een belangrijke olieopslagplaats. Het Amerikaanse bedrijf NuStar Energy heeft 56 tanks met een totale capaciteit van 13 miljoen vaten (ruim 2 miljoen m³).

## Petrochemische industrie
De meeste olieraffinaderijen en chemische fabrieken zijn gesitueerd in de Botlek en de Europoort. Alle grote oliemaatschappijen zijn hier vertegenwoordigd. Ook veel chemieconcerns hebben hier hun eigen fabrieken. De petrochemische industrie heeft meer dan de helft van de terreinen in het Rotterdamse havengebied in gebruik. Reeds lang is de olie-industrie bezig om door middel van slimme raffinageprocessen zo veel als mogelijk producten uit de ruwe olie te verkrijgen. Dit geldt overigens niet alleen voor Nederland. Tevens is veel energie en geld gestoken in het zo zwavelarm als mogelijk produceren van zwavelarme eindproducten. Dit alles om het milieu zo min mogelijk te belasten.

## Eigen productie

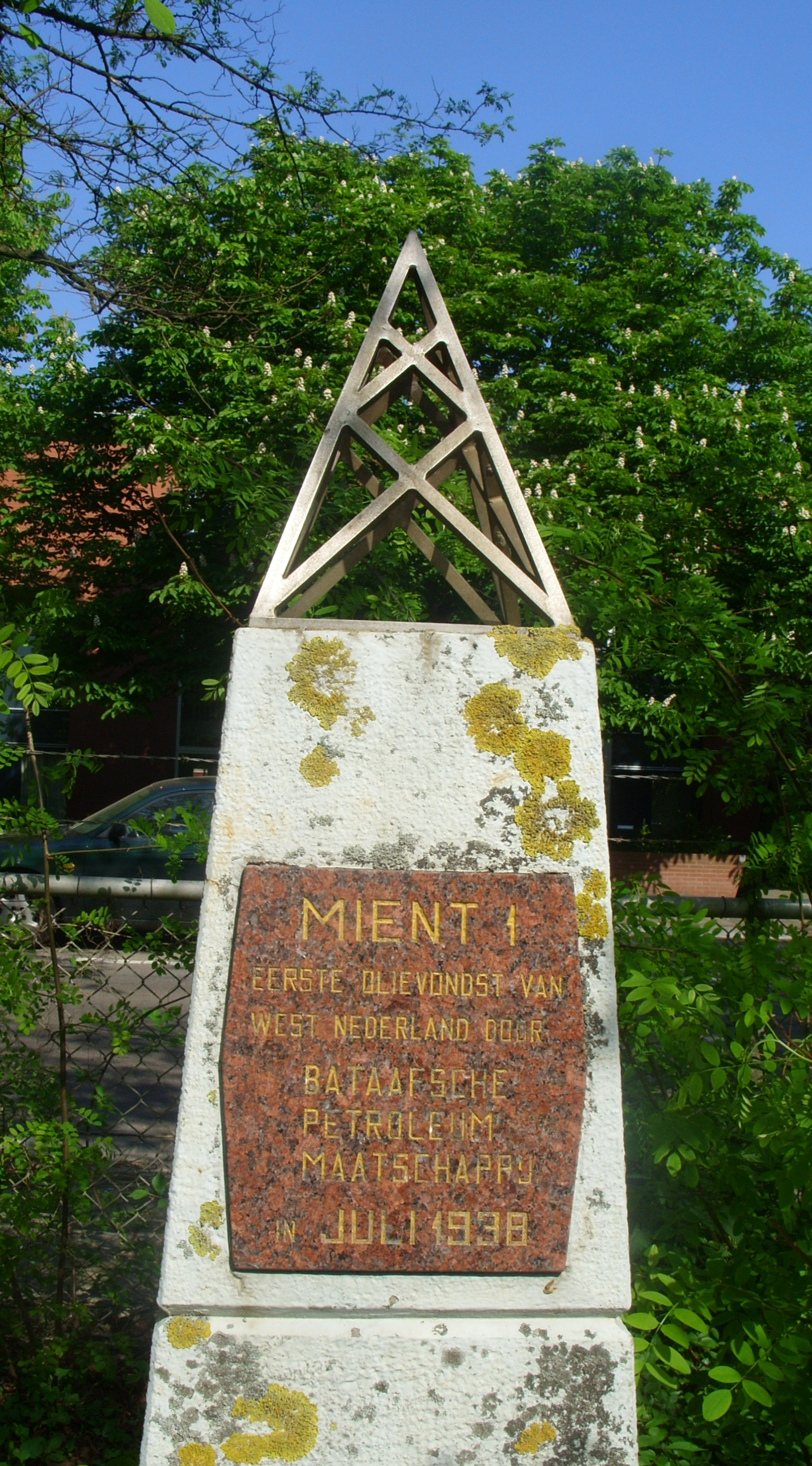
Monument ter herinnering aan de olievondst in Den Haag 1938

De eerste aardolie van Nederland werd in 1924 door de dienst Rijksopsporing van Delfstoffen in het Gelderse Corle ontdekt toen er naar steenkool werd geboord, maar dit was geen economisch winbare hoeveelheid. In 1938 werden tijdens het World Petroleum Congress bij een demonstratieboring aan de Mient in Den Haag door de Bataafse Petroleum Maatschappij (BPM) op een diepte van 464 meter sporen van aardolie aangetroffen. In 1943 werd door de BPM het eerste winbare olieveld in het Drentse grensdorp Schoonebeek ontdekt. Vanaf het eind van de jaren veertig tot 1996 werd de aardolie gewonnen door de NAM met behulp van jaknikkers.
Naar aanleiding van de oliesporen in Den Haag werd na de Tweede Wereldoorlog ook in West-Nederland naar aardolie gezocht. De eerste winbare hoeveelheid werd in 1953 in Rijswijk aangetroffen. Meer ontdekkingen volgden ongeveer op de lijn Wassenaar-Alblasserdam.
De productie van ruwe binnenlandse olie bereikte in 1965 een hoogtepunt met 2,5 miljoen kubieke meter, daarna werd het ieder jaar minder. In 1996 werd de productie in Schoonebeek na 250 miljoen vaten gestopt omdat de olie te stroperig en daardoor moeilijk winbaar was. De kosten liepen hoog op, terwijl de olie slechts 10 dollar per vat opbracht. Ook de velden van West-Nederland werden verlaten, de laatste jaknikkers van Rotterdam-Schiebroek werden in oktober 2013 stilgezet. De productie in West-Nederland lag in 2008 op ongeveer 1000 m³ per dag (2,3 miljoen vaten per jaar).
In januari 2011 werd het olieveld in Schoonebeek heropend. Omdat de olieprijs enorm gestegen was, is de NAM met behulp van nieuwe technieken weer olie gaan winnen in Schoonebeek. De NAM heeft horizontale, in plaats van traditionele verticale, putten geboord. Bij horizontale putten is er veel meer contact met de oliehoudende laag. Verder wordt stoom geïnjecteerd, waardoor de taaie olie vloeibaar wordt. Voor de herontwikkeling van het olieveld zijn in totaal 73 putten aangelegd, waarvan 25 voor de injectie van stoom. De NAM verwacht tot 2035 120 miljoen vaten ruwe olie uit het veld te gaan produceren, wat neerkomt op gemiddeld 5 miljoen vaten per jaar. De jaknikkers worden daarbij niet meer gebruikt.
Daarnaast wordt nog steeds olie op het Nederlands Continentaal Plat gewonnen. De NAM maakte in 2008 ook bekend dat andere 'oude' olievelden daar in de toekomst zullen worden heropend. Andere oliemaatschappijen met concessies op de Noordzee zijn eveneens bezig de oliewinning weer op te starten. Het Amstelveld voor de kust van Scheveningen werd vanaf 2010 door GDF Suez (nu Engie) in productie genomen.
In de tabel hieronder een overzicht van alle in 2011 producerende olievelden in Nederland met de productie per veld weergegeven. Gemiddelde dagproductie per maand weergegeven, in vaten van 159 liter.
| Veld                 | Operator    | Land/zee | Vaten per dag januari 2012 | Vaten per dag februari 2012 | Vaten per dag maart 2012 |
| -------------------- | ----------- | -------- | -------------------------- | --------------------------- | ------------------------ |
| Berkel               | NAM         | Land     | 636                        | 440                         | 724                      |
| Oud-Beijerland Noord | NAM         | Land     | 0                          | 0                           | 49                       |
| Rotterdam            | NAM         | Land     | 3777                       | 4188                        | 3750                     |
| Schoonebeek (olie)   | NAM         | Land     | 2953                       | 4951                        | 5498                     |
| F02a Hanze           | Dana        | Zee      | 4716                       | 4549                        | 4372                     |
| F03-FB               | GDF         | Zee      | 1478                       | 1480                        | 1280                     |
| Haven                | Chevron     | Zee      | 0                          | 0                           | 75                       |
| Helder               | Chevron     | Zee      | 1111                       | 1150                        | 1280                     |
| Helm                 | Chevron     | Zee      | 214                        | 226                         | 226                      |
| Hoorn                | Chevron     | Zee      | 297                        | 293                         | 303                      |
| Horizon              | Chevron     | Zee      | 579                        | 563                         | 524                      |
| Kotter               | Wintershall | Zee      | 575                        | 560                         | 556                      |
| Logger               | Wintershall | Zee      | 721                        | 694                         | 677                      |
| P11b De Ruyter       | Dana        | Zee      | 3560                       | 3435                        | 3494                     |
| P11b Van Ghent       | Dana        | Zee      | 2425                       | 4854                        | 4173                     |
| P15 Rijn             | TAQA        | Zee      | 1403                       | 1325                        | 1278                     |
| Totaal               | -           | -        | 24444                      | 28710                       | 28260                    |